# Ernst Kirchsteiger

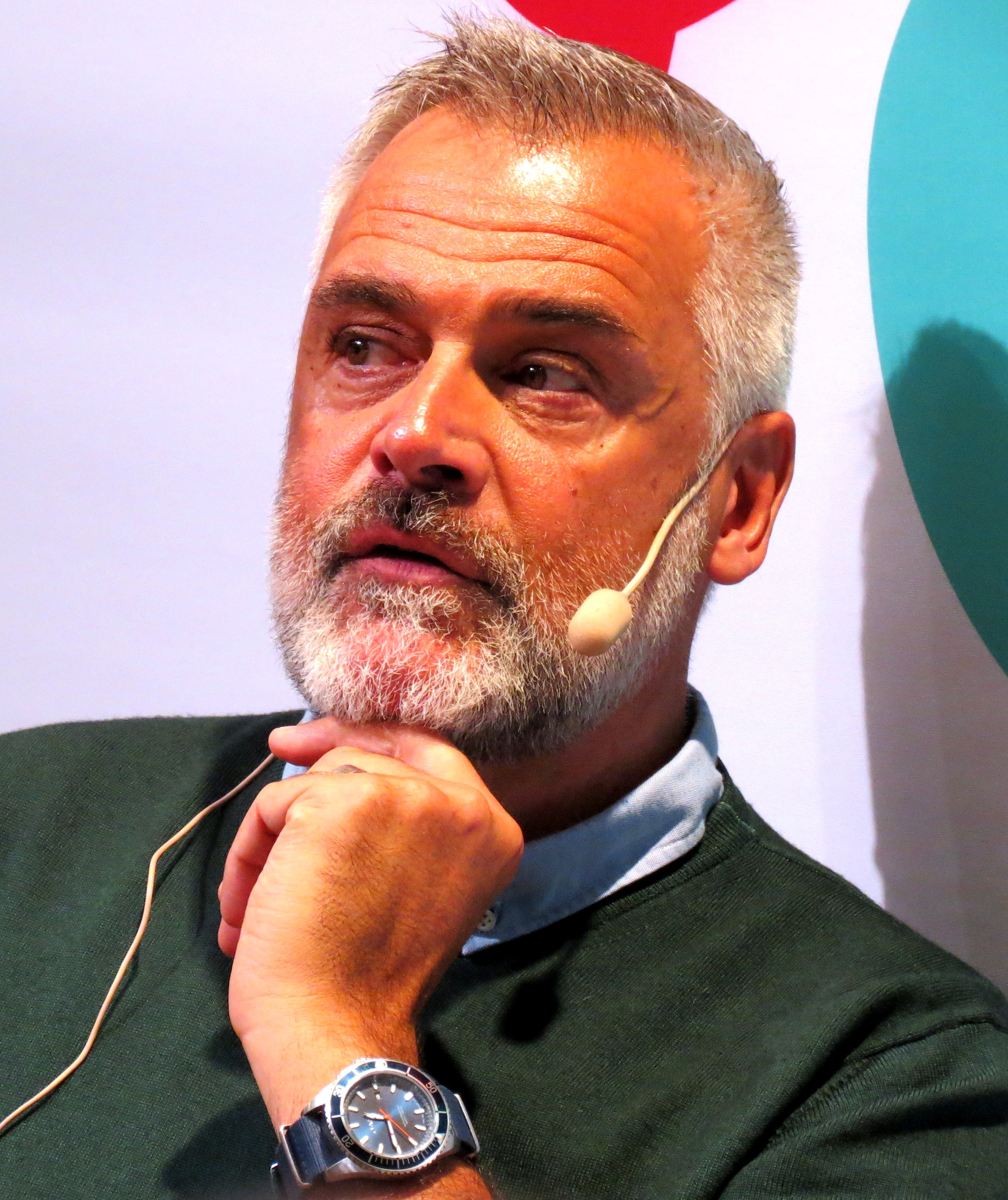
Ernst Kirchsteiger (2015)

Ernst Kristian Johann Kirchsteiger (* 3. November 1957 in Kroppa, Värmlands län) ist ein schwedischer Designer, Innenarchitekt und Fernsehmoderator. Er ist Moderator für Fernsehsendungen wie Sommartorpet, Nya rum, Jul med Ernst und Sommar med Ernst. Er arbeitete von 2000 bis 2007 für SVT und ist seit 2007 beim schwedischen Fernsehsender TV4.

## Biografie
Ernst Kirchsteigers Vater ist Österreicher. Seine Mutter ist Polin. Er wuchs in Degerfors auf, dahin kamen seine Eltern 1955. Er arbeitete als Innenarchitekt bei IKEA bis zum Beginn seiner Fernsehkarriere.
Kirchsteiger war Weihnachtsgastgeber bei Julaftonskvällen 2004 im SVT. Er hat auch 16 Jahre als Koch gearbeitet. 2005 wurde er als Botschafter von Filipstad ausgewählt. 2006 erschien das Buch Ernstologi (geschrieben von Björn Höglund und William Oudhuis) als ein Buch mit gesammelten Zitaten von Ernst Kirchsteiger.
In den Jahren von 2000 bis 2007 moderierte er die Fernsehsendung Sommartorpet. Im Herbst desselben Jahres wechselte Kirchsteiger zu TV4, wo er 2007 und 2008 zunächst die Auktionssendung Första, andra, tredje moderierte. Außerdem hat er auch seine eigenen Einrichtungssendungen Sommar med Ernst und Jul med Ernst moderiert. Im November 2012 erschien seine eigene Zeitung Hemma med Ernst.
Ernst Kirchsteiger wohnt in Örebro und hat zwei Kinder.